# Phil Rizzuto
Pour les articles homonymes, voir Rizzuto.
Philip Francis Rizzuto (né Fiero Francis Rizzuto le 25 septembre 1917 à Brooklyn, New York et décédé le 13 août 2007) était un joueur américain de baseball qui a joué toute sa carrière avec les Yankees de New York en Ligue majeure de baseball. Surnommé Scooter, il est devenu commentateur sportif des Yankees pendant 40 saisons après sa carrière de joueur. Il évolua en Ligue majeure aux New York Yankees de 1941 à 1956 et est membre du Temple de la renommée du baseball depuis 1994.

## Carrière de joueur
Né à Brooklyn, Phil Rizzuto rejoint les New York Yankees en 1937. Il passe trois saisons en ligues mineures puis débute avec les Yankees en ligue majeure en 1941. Sa carrière est entravée par la Seconde Guerre mondiale de 1943 à 1945 qu'il passe dans l'US Navy.
Après la guerre, il s'affirme un joueur excellent qui termine deuxième du classement du Meilleur joueur en 1949 avant de remporter la distinction en 1950. Il reçoit même cette année-là le premier Hickok Belt récompensant le meilleur sportif professionnel toutes disciplines confondues. Il est également sélectionné à cinq reprises en équipe des étoiles.
En hommage à sa carrière de joueur, son numéro 10 fut retiré par l'organisation des Yankees le 4 août 1985. Il fit ensuite son entrée au Temple de la renommée du baseball en 1994.

## Carrière de commentateur sportif
Un an après avoir pris sa retraite sportive, Phil Rizzuto commence sa carrière de commentateur sportif au sein de l'organisation des Yankees. Il collabore avec des légendes de la discipline tels Mel Allen (1957-64 and 1982-85) et Red Barber (1957-66).
C'est Phil Rizzuto qui commenta le fameux 61e coup de circuit de Roger Maris durant l'été 1961.
Il reste fameux pour l'emploi d'expressions telles que "Unbelievable!" (incroyable!) "Holy Cow!" (Ah! La Vache!) ou "Did you see that?" (avez-vous vu ça?) pour décrire une belle action, et appelait tout le monde "huckleberry".
Il reste pendant quarante ans la voix des New York Yankees, loin devant Mel Allen (29 ans). Il arrête sa seconde carrière en 1996 peu après le décès de Mickey Mantle. Il ne voulait pas assurer le commentaire du match programmé le jour de l'enterrement de Mantle, mais il y fut contraint par sa hiérarchie. Il quitta son poste de commentateur en pleine partie et arrêta sa carrière dans la foulée après sept décennies au service des New York Yankees.

## Statistiques en carrière
| Statistiques de frappeur |            |            |      |      |     |      |     |    |    |     |     |    |     |     |       |       |       |
|                          |            |            | G    | AB   | R   | H    | 2B  | 3B | HR | RBI | SB  | CS | BB  | SO  | BA    | OBP   | SLG   |
| Totaux                   | 13 saisons | 13 saisons | 1661 | 5816 | 877 | 1588 | 239 | 62 | 38 | 563 | 149 | 58 | 651 | 398 | 0,273 | 0,351 | 0,355 |